# Ajustement offre-demande d'électricité
 (janvier 2025).
Pour un article plus général, voir Marché de l'électricité.
L'ajustement offre-demande d'électricité est l'équilibre assuré en permanence entre la production d'électricité et sa consommation. Il est rendu nécessaire par le fait que l'énergie électrique se stocke difficilement, les dispositifs de stockage existants étant peu performants et coûteux.
L'équilibre entre la production et la consommation d'électricité doit être assuré à tout instant par un responsable d'équilibre. Au niveau du réseau de transport électrique, c'est le  gestionnaire de réseau. Or, la demande électrique fluctue de façon journalière (notamment selon les besoins des ménages), hebdomadaire (selon les aléas climatiques) et annuelle (variations saisonnières). En conséquence, un plan journalier de production d'énergie est établi par les fournisseurs d'électricité et les différents moyens de production sont activés au gré des variations de consommation prévues ou imprévues. 
Par exemple, en France, les centrales nucléaires fournissent la « base », c'est-à-dire de très grandes quantités d'électricité (de 900 à 1 450 MW par centrale). S'y ajoutent les centrales à production fatale (laquelle serait perdue si on ne l'utilisait pas immédiatement lorsqu'elle arrive) : hydraulique au fil de l'eau, éoliennes, solaire. Les centrales thermiques peuvent démarrer en quelques heures et fournissent la « semi-base », en service permanent ou saisonnier. Enfin, les barrages hydro-électriques répondent en quelques minutes à la pointe de consommation électrique. De grands système de stockage par batterie apparaissent également.
Le présent article explique les dispositifs techniques et organisationnels qui permettent de réaliser cet équilibrage. Pour ce faire, il s'appuie sur le cas français ; les contraintes techniques étant similaires dans les autres pays, on y trouve des organisations semblables, à quelques détails juridiques ou techniques près.
Parallèlement aux processus techniques décrits dans cet article se déroulent les processus de marché, par lesquels se confrontent les offres des producteurs et les demandes des consommateurs regroupées par les fournisseurs d'électricité. Notamment, lorsqu'un imprévu important survient, une réserve de puissance et des délestages permettent respectivement d'augmenter l'offre et de faire baisser la demande d'électricité.

## Nécessité d'équilibrer en temps réel l'offre et la demande
L'électricité se stocke difficilement, car les dispositifs de stockages existants sont soit peu performants, soit coûteux, soit limités par diverses contraintes ; il est donc nécessaire d'équilibrer en permanence, en temps réel, l'offre et la demande. Le réseau électrique doit fonctionner à une fréquence stabilisée autour de 50 Hz en Europe ; pour cela, les groupes de production doivent à chaque instant adapter leur production à la puissance appelée par les consommateurs. Bien qu'une certaine partie de ce réglage s'effectue directement et automatiquement au niveau de la centrale électrique (réglage primaire), une autre partie est nécessairement gérée au niveau national par un dispatching national.
Cette fonction d'équilibrage est techniquement supervisée par un gestionnaire de réseau de transport qui contrôle en permanence l'adéquation entre production et consommation. Ceci est réalisé par les décisions de chacun des acteurs intervenant dans un système électrique concurrentiel, en particulier des responsables d'équilibre qui, sur leur propre périmètre, s'arrangent pour que les injections de leurs moyens de production s'équilibrent avec les soutirages de leurs clients.
En France, le gestionnaire de réseau de transport est RTE, qui réalise l'équilibrage au niveau national grâce à son Centre national d'exploitation système (CNES ou « dispatching » national).

## Processus prévisionnel
Le processus de régulation offre-demande est stratifié selon plusieurs horizons de temps des prévisions de consommation :
- à long terme (Bilan Prévisionnel de l'équilibre offre-demande[3] - tous les deux ans - et études de développement du réseau), réalisées et publiées par RTE de façon à alerter les opérateurs et les pouvoirs publics sur les goulots d'étranglement prévisibles, afin que des décisions d'investissement soient prises suffisamment à l'avance pour les éliminer. Le bilan prévisionnel de RTE contribue à la programmation pluriannuelle des investissements de production d’électricité (PPI) réalisée par les pouvoirs publics ;
- à moyen terme (prévisions annuelles, mensuelles et hebdomadaires), de plus en plus affinées ;
- la veille pour le lendemain[4].

## Facteurs de variation de la demande

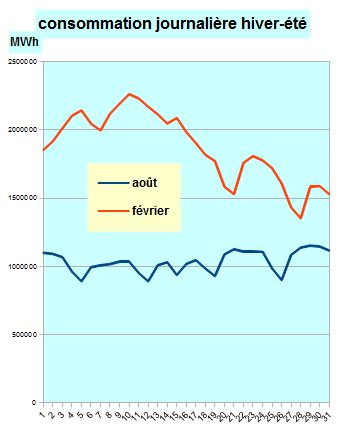
Consommations journalières en France un mois d'hiver (février 2012) et un mois d'été (août 2012).

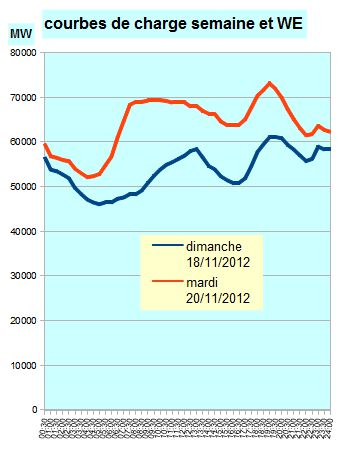
Courbes de charge d'un jour de semaine et d'un jour de week-end en France (puissances instantanées en MW).

La consommation d'électricité varie en fonction de plusieurs paramètres, dont les deux principaux sont :
- la période de l'année, selon trois cycles :
un cycle annuel,avec une pointe de consommation en janvier ou février, due au froid, et un creux au 15 août ; le graphique hiver-été montre l'ampleur de cette variation saisonnière : sur la première quinzaine de février 2012, marquée par une vague de froid très sévère, le rapport de consommations hiver/été est de 2,1 en moyenne et monte jusqu'à 2,44 le 10 février ; pendant la deuxième quinzaine, plus proche de la moyenne, le rapport hiver/été est de 1,56 (autrement dit, la consommation en hiver est supérieure de 56 % à celle d'août),
un cycle hebdomadaire,avec cinq jours ouvrables assez semblables et un week-end où la consommation est nettement plus basse ; ces creux des week-ends sont très visibles sur le graphique hiver-été ; ainsi, la moyenne des dimanches d'août est inférieure de 13 % à la moyenne du mois ; le graphique semaine-weekend permet de visualiser de façon plus précise la différence de forme de courbe de charge entre un jour de semaine et un dimanche (la différence est un peu moins marquée les samedis) : le supplément de consommation de semaine est assez faible la nuit (8 % à 23 h, 5 à 6 % de minuit à 2 h, puis remontée progressive jusqu'au maximum : 43 % à 8 h, puis recul progressif : 21 % à 12 h, etc.) ; cet écart provient bien entendu pour l'essentiel de l'activité industrielle ; en moyenne, la puissance appelée de ce mardi 20 novembre 2012 est supérieure de 19 % à celle du dimanche 18 novembre 2012,
un cycle journalier,avec une pointe le matin vers 9 h et une deuxième, le soir vers 19 h : le graphique semaine-weekend fait bien apparaître ces deux pointes : le mardi, entre 4 et 8 h, la puissance appelée passe de 52,2 à 69 GW, soit +32 % ; la pointe du matin se prolonge en plateau jusqu'à 13 h, puis la demande faiblit peu à peu jusqu'à un creux de 63,7 GW à 16 h ; ensuite, elle remonte pour atteindre la pointe du soir à 73 GW à 19 h, qui s'explique par le cumul de l'éclairage, des appareils électro-ménagers et de l'audiovisuel (TV, ordinateur, etc.) ; le dimanche, la pointe du matin est décalée à 13 h, mais très marquée : elle provient surtout des usages cuisine (maison + restaurants) ; celle du soir est nettement inférieure à celle de semaine (+20 % le mardi), ce qui indique qu'en semaine l'activité industrielle et commerciale reste très importante en soirée ;

Les variations de la température se traduisent par des modifications de l'utilisation du chauffage électrique en hiver ou de la climatisation en été. Par exemple, la moyenne de la première quinzaine de février 2012 est supérieure de 27 % à celle de la deuxième quinzaine ; une vague de froid peut donc augmenter la consommation totale de 25 à 30 %.
La nébulosité (taux de couverture nuageuse), en modifiant les effets du rayonnement solaire dans les habitations, a également une influence sur l'utilisation de l‘éclairage et de chauffage.
La consommation est aussi affectée par l'activité économique (diminution en temps de crise, creux les week-ends ou lors de vacances) et par les offres commerciales d'effacement incitant certains clients à réduire leur puissance électrique consommée, ou par le changement d'horaire été-hiver. Des événements exceptionnels peuvent perturber le profil de la consommation (intempéries, grands événements sportifs), mais leur impact précis reste difficile à prévoir.
La prévision de la consommation pour le lendemain est d'abord construite à partir d'un historique des consommations journalières. Les références les plus courantes, pour un jour ouvrable, sont la courbe de consommation de la veille, du jour correspondant la semaine précédente, du même jour de l'année précédente… RTE dispose d'un modèle informatique de prévision, qui reçoit, toutes les heures, les valeurs des températures et nébulosités pour 26 villes représentatives, réparties sur le territoire français. Ces données ainsi que les réalisations passées permettent de construire une prévision pour le lendemain. La prévision définitive est réalisée en relation avec Météo France, qui complète les données par des informations plus qualitatives (hauteur de la couche nuageuse, le vent, les précipitations…).

## Propositions de prix des producteurs
Sur la base de cette prévision, un processus similaire à des enchères est organisé chaque jour. Les producteurs d'énergie communiquent leurs propositions de prix pour chacune de leurs centrales (du moins les grosses centrales dites « acheminables », c'est-à-dire dont la production peut être modulée en fonction de la demande) et pour chaque demi-heure de la journée suivante. Ces prix sont fixés par les producteurs, au moins en théorie, sur leur coût marginal (pour l'essentiel : coût du combustible). Des ajustements peuvent être appliqués au coût marginal pour prendre en compte diverses contraintes. Par exemple, une centrale dont le fonctionnement est rigide (procédure de démarrage de plusieurs heures, comme les centrales à charbon) peut avoir intérêt à proposer un prix très bas, voire nul, pendant les heures creuses pour éviter d'être obligée de s'arrêter pour une durée trop courte ; ou encore, une centrale dont le stock de charbon reste élevé en fin d'hiver peut avoir intérêt à brader son électricité pour liquider ce stock ; des coups de pouce peuvent aussi être donnés aux prix en fonction des conditions de marché. Ainsi, en périodes de forte pénurie (vagues de froid en hiver ou de chaleur en été), les prix des centrales de pointe peuvent s'envoler bien au-delà de leur coût marginal.

## Placement des centrales sur la courbe de charge
Le dispatching national effectue le « placement des centrales sur la courbe de charge », qui consiste, pour chaque demi-heure, à empiler les centrales par ordre de prix croissant (préséance économique, en anglais merit order), jusqu'à couverture complète de la demande prévisionnelle. Le prix du kilowatt-heure pour chaque demi-heure est celui de la dernière centrale ainsi placée : toutes les centrales seront rémunérées à ce prix. À la base du diagramme sont placées les centrales à production fatale (qui serait perdue si on ne l'utilisait pas immédiatement lorsqu'elle arrive) : hydraulique au fil de l'eau, éoliennes, solaire. Ensuite vient le nucléaire, dont le coût marginal est très bas : 5,23 €/MWh et dont le fonctionnement peut être flexible. Puis viennent les centrales thermiques à charbon et à gaz, classées en fonction du coût de leur combustible (le gaz était moins cher que le charbon jusqu'en 2011, d'où une utilisation accrue des centrales à gaz ; en 2012, le prix du charbon s'est effondré du fait de la disponibilité de grandes quantités de charbon américain à bas coût, la profusion de gaz naturel sur le marché américain créée par le boom du gaz de schiste ayant abouti à une désaffection pour le charbon ; ce déséquilibre se répercute ainsi sur l'Europe, où on constate une forte remontée de la production des centrales à charbon). En dernier viennent les centrales dites « de pointe », parce qu'elles ont été conçues pour fonctionner pendant les périodes de pointe de la demande, comme les centrales hydroélectriques à réservoir, les centrales de pompage-turbinage, ainsi que des centrales thermiques combinant un bas coût d'investissement et un coût de fonctionnement plus élevé, une grande rapidité de mise en marche et la capacité de supporter un grand nombre de cycles de mise en marche et d'arrêt, comme certaines turbines à combustion ne fonctionnant pas en cycle combiné.
Enfin, le jour venu, le dispatching national adapte en temps réel son planning prévisionnel de marche des centrales en fonction des aléas : le déséquilibre entre l'offre et la demande d'électricité qui découle de ces aléas est compensé en priorité par des systèmes de réglages automatiques installés directement sur les unités de production. Mais certains aléas peuvent être de grande ampleur, par exemple, un arrêt brutal d'une unité de production. Pour rétablir l'équilibre entre l'offre et la demande, RTE doit disposer en temps réel d'une réserve d'énergie. Il fait alors appel aux producteurs et aux consommateurs connectés au réseau pour qu'ils modifient très rapidement leur programme de fonctionnement prévu. C'est le rôle du « mécanisme d'ajustement » mis en place par RTE depuis 2003 : par un système d'offres à la hausse et à la baisse, les acteurs du marché disposant de réserves de flexibilité communiquent leurs conditions techniques et financières à RTE qui sélectionne ensuite ces offres en fonction de leur coût et des contraintes. Le mécanisme d'ajustement est ouvert à tous les producteurs et consommateurs européens.
Ce mécanisme résout aussi les « congestions » du réseau, quand l'acheminement de l'énergie est entravé par des goulots d'étranglement (par exemple en cas de surcharge ou de défaillance d'une ligne électrique, si les capacités des lignes voisines sont insuffisantes ; situation dite de « N-1 »).
Les graphiques ci-dessous donnent des exemples réels de placement sur courbe de charge, un mardi et un dimanche ; le choix s'est porté sur des jours froids (hiver), de façon à faire apparaître tous les moyens de production ; sur un jour plus moyen, il serait beaucoup moins fait appel aux centrales à charbon, au fioul et à gaz, surtout le dimanche. La production totale ne couvre pas seulement la consommation finale française, mais aussi les exportations et le pompage (figurés par des hachures et des quadrillages) ; le pompage, limité aux heures creuses en semaine, s'étend à la plus grande partie de la journée le dimanche.

Placement des centrales sur la courbe de charge en France (en hachures : exportations et pompage)
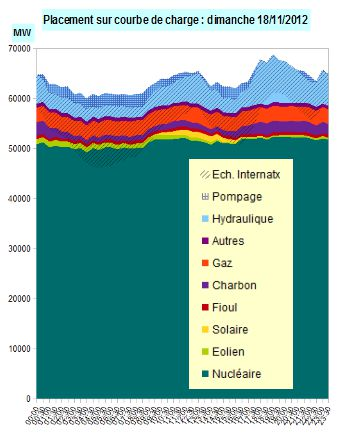
Le dimanche 18 novembre 2012[11].
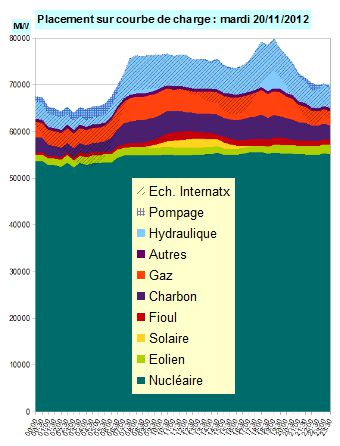
Le mardi 20 novembre 2012[11].

### En Allemagne

Courbe de charge d'un jour de semaine en automne 2011 en Allemagne.
Pompage
Turbinage
Gaz
Charbon
Lignite
Nucléaire
Centrales au fil de l'eau

Ce graphique schématique permet de voir les différences avec le cas français. L'éolien et le solaire, non figurés sur ce graphique, sont à classer avec le fil de l'eau. On remarque surtout la différence jour-nuit nettement plus marquée qu'en France, probablement à cause de la part plus importante des consommations industrielles, ainsi que du nombre plus faible d'abonnements avec heures creuses[réf. nécessaire]

## Apparition de grands stockages par batteries
En France, fin 2024, TagEnergy, qui investit dans le développement solaire en France, annonce se lancer aussi dans le déploiement du stockage par batteries, avec un projet important prévu pour fin 2025, à Cernay-lès-Reims dans le département de la Marne, et annoncé comme ayant une capacité « près de cinq fois supérieure à celle de la plus grande batterie actuellement en service en France » (celle de Saucats en Département de la Gironde). Il s'agit d'un ensemble de 140 conteneurs de batteries (« Megapacks ») Tesla contenant à la fois les batteries lithium-fer-phosphate (LFP) et leurs onduleurs), de 8,8 mètres de long chacun, qui fournira une puissance totale de 40 MW et une capacité de stockage de 480 MWh, soit « de quoi stocker près de 20 % des besoins électriques résidentiels des habitants de la Marne, qui compte plus d’un demi-million d’habitants ». Soixante-dix transformateurs de moyenne tension et deux transformateurs de 225 000 V y seront associés sur une surface de 3,5 ha, mitoyenne d’un poste de RTE de 225 000 V. Dans le cadre de la troisième programmation pluriannuelle de l'énergie (PPE-3), qui projette de multiplier la production éolienne par 2,5 et la production solaire par 4 à horizon 2035, cet outil permettra d’optimiser le flux de production électrique décarbonée, d'assurer une capacité critique en périodes de forte demande, en améliorant la stabilité du réseau grâce à un délai de réponse presque instantané. Le coût de plus de 100 millions d’euros est financé par l'entreprise, avec l'aide d'un consortium bancaire, les investisseurs pouvant ensuite tirer parti de revenus à court et moyen termes, dans le cadre de l'ouverture récente du « marché de la réserve secondaire » (aFRR).